# Bavia
Bavia is een geslacht van spinnen uit de familie springspinnen (Salticidae).

## Soorten
De volgende soorten zijn bij het geslacht ingedeeld:
- Bavia aericeps Simon, 1877
- Bavia albolineata Peckham & Peckham, 1885
- Bavia annamita Simon, 1903
- Bavia capistrata (C. L. Koch, 1846)
- Bavia decorata (Thorell, 1890)
- Bavia fedor Berry, Beatty & Prószyński, 1997
- Bavia gabrieli Barrion, 2000
- Bavia hians (Thorell, 1890)
- Bavia intermedia (Karsch, 1880)
- Bavia modesta (Keyserling, 1883)
- Bavia papakula Strand, 1911
- Bavia planiceps (Karsch, 1880)
- Bavia sexpunctata (Doleschall, 1859)
- Bavia sinoamerica Lei & Peng, 2011
- Bavia smedleyi Reimoser, 1929
- Bavia sonsorol Berry, Beatty & Prószyński, 1997
- Bavia thorelli Simon, 1901
- Bavia valida (Keyserling, 1882)